# Жекешатское каменное изваяние
Жекешатское каменное изваяние — средневековая скульптура XIV века, находящаяся в окрестностях гор Улытау, на берегу реки Бозай, в урочище Жекешат.
Скульптура представляет собой изваяние в форме девушки в головном уборе — саукеле, высеченное из красновато-коричневого песчаника. Изваяние установлено в северо-западной части кургана и лицом обращено на северо-запад. Высота фигуры — 110 см, ширина — 26—30 см, толщина — 20 см. Скульптура относится к периоду золотоордынского владычества и выполнена в традициях послеисламского периода.
В 1946—1950 годах Центрально-Казахстанской археологической экспедицией под руководством А. Х. Маргулана производилось исследование скульптуры.